# Hobart International 2019
L'Hobart International 2019 è stato un torneo di tennis giocato sul cemento. È stata la 26ª edizione del torneo facente parte della categoria International nell'ambito del WTA Tour 2019. Si è giocato all'Hobart International Tennis Centre di Hobart, in Australia, dal 7 al 12 gennaio 2019.

## Partecipanti

### Teste di serie
| Nazionalità | Giocatrice               | Ranking* | Testa di serie |
| ----------- | ------------------------ | -------- | -------------- |
| Francia     | Caroline Garcia          | 19       | 1              |
| Romania     | Mihaela Buzărnescu       | 24       | 2              |
| Cina        | Zhang Shuai              | 40       | 3              |
| Grecia      | Maria Sakkarī            | 41       | 4              |
| Russia      | Anastasija Pavljučenkova | 42       | 5              |
| Francia     | Alizé Cornet             | 45       | 6              |
| Belgio      | Kirsten Flipkens         | 47       | 7              |
| Belgio      | Alison Van Uytvanck      | 49       | 8              |

* Ranking al 31 dicembre 2018.

### Altre partecipanti
Le seguenti giocatrici hanno ricevuto una Wild card per il tabellone principale:
- Caroline Garcia
- Zoe Hives
- Ellen Perez

Le seguenti giocatrici sono passate dalle qualificazioni:

- Alison Bai
- Anna Blinkova
- Magda Linette
- Greet Minnen
- Laura Siegemund
- Heather Watson

La seguente giocatrice è entrata in tabellone come lucky loser:
- Madison Brengle
- Kateryna Kozlova

## Ritiri
Prima del torneo
- Eugenie Bouchard → sostituita da  Anna Karolína Schmiedlová
- Rebecca Peterson → sostituita da  Ana Bogdan
- Alison Riske → sostituita da  Madison Brengle
- Magdaléna Rybáriková → sostituita da  Evgenija Rodina
- Wang Yafan → sostituita da  Kateryna Kozlova

## Punti
| Evento    | V   | F   | SF  | QF | 2T | 1T   | Q    | Q2   | Q1   |
| Singolare | 280 | 180 | 110 | 60 | 30 | 1    | 18   | 12   | 1    |
| Doppio    | 280 | 180 | 110 | 60 | 1  | N.D. | N.D. | N.D. | N.D. |

## Montepremi
| Evento    | V       | F       | SF      | QF     | 2T     | 1T     | Q    | Q2     | Q1   |
| Singolare | $43,000 | $21,400 | $11,500 | $6,175 | $3,400 | $2,100 | N.D. | $1,020 | $600 |
| Doppio    | $12,300 | $6,400  | $3,435  | $1,820 | $960   | N.D.   | N.D. | N.D.   | N.D. |

## Campionesse

### Singolare
Sofia Kenin ha battuto in finale  Anna Karolína Schmiedlová con il punteggio di 6-3, 6-0.
- È il primo titolo in carriera per Kenin.

### Doppio
Chan Hao-ching /  Latisha Chan hanno sconfitto in finale  Kirsten Flipkens /  Johanna Larsson con il punteggio di 6-3, 3-6, [10-6].